# Aeginetia pedunculata
Aeginetia pedunculata là loài thực vật có hoa thuộc họ Cỏ chổi. Loài này được Wall. mô tả khoa học đầu tiên năm 1831.